# Eric Dane

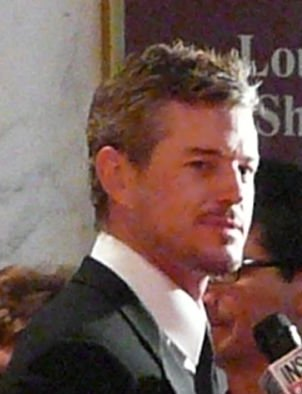
Eric Dane în 2008

Eric William Dane (n 9 noiembrie, 1972 în San Francisco, California) este un actor american. A interpretat în Anatomia lui Grey personajul Mark Sloan și în Farmece.